# David Duke
David Ernest Duke, född 1 juli 1950 i Tulsa, Oklahoma, är en amerikansk antisemitisk och högerextrem agitatör, författare och före detta politiker som står för vit överhöghet och vit nationalism. 
I sitt författarskap och i sitt opinionsbildande fokuserar Duke på att ge spridning åt ZOG-teorin som handlar om att judar kontrollerar regeringar i smyg genom att bland annat äga media. Duke har också band till naziströrelser.
Efter att ha varit bosatt 1,5 år i Italien blev Duke utvisad år 2013 ur landet eftersom han är "socialt farlig för sina rasistiska och antisemitiska åsikter". Det visade sig senare att han 2009 hade fått ett rese- och boendeförbud utdömt i Schweiz som gällde i hela Schengenområdet.

## Biografi
Duke startade 1975 en avdelning av rasistiska Ku Klux Klan som han kallade för "Knights of the Ku Klux Klan" och Duke var ledare för organisationen fram till 1980.
I ett fyllnadsval 1989 blev han invald som republikan i delstaten Louisianas representanthus där han satt mandatperioden ut till 1992. Han har vid flera andra tillfällen ställt upp i val till bland annat Louisianas guvernör men då aldrig blivit vald. I guvernörsvalet 1990, hans första som republikan, kom han tvåa efter Edwin Edwards och hävdade själv att han vunnit en majoritet av de vita rösterna.
Han dömdes till 15 månaders fängelse år 2003 för postbedrägeri och skattebrott. Duke erkände sig skyldig till att ha lurat egna anhängare på mer än 200 000 dollar.
Duke erhöll i september 2005 ett doktorat i historia från den antisemitiska ukrainska privatakademin Interregional Academy of Personnel Management (MAUP) för en avhandling som behandlar sionism. Året därpå förlorade MAUP sina undervisningsrättigheter.
Hans bok Den judiska rasismen (originaltitel: Jewish Supremacism), som gavs ut 2003 i USA, innehåller starkt antisemitiska och rasistiska åsikter. Verket översattes till svenska av det nynazistklassade Nordiska Förlaget och den engelskspråkiga versionen finns alltjämt tillgänglig för nedladdning på internet. Duke hävdar själv i förordet till boken att den inte är antisemitisk utan bara belyser "etniskt överhöghetstänkande som existerat inom den judiska gemenskapen från historisk tid till nutid".
Duke behandlar bland annat ämnen som politiskt och medialt inflytande bland judiska amerikaner, och hur detta inflytande, enligt honom, förstör det amerikanska folkets moral. Duke menar också att den europeiska rasen håller på att gå under genom rasblandning. Han ifrågasätter även att Förintelsen ägt rum.
Dukes rasistiska böcker såldes i vestibulen till den ryska Duman. 
Anti-Defamation League (ADL) har klassat Duke som en världsledande förvrängare av judarnas heliga skrift, Talmud, för att få Talmuds budskap att framstå som kraftfullt fientligt mot icke-judar.